# Capitea
Capitea S.A. (dawniej GetBack S.A.) – przedsiębiorstwo z siedzibą we Wrocławiu, zajmujące się zarządzaniem wierzytelnościami.

## Działalność
Przedmiotem działalności spółki jest nabywanie pakietów wierzytelności i dochodzenie ich zapłaty na własny rachunek oraz zarządzanie zewnętrznymi portfelami wierzytelności w ramach zarządzania sekurytyzowanymi wierzytelnościami funduszy inwestycyjnych.
Nabywane portfele wierzytelności pochodziły głównie z branży finansowej (przede wszystkim nieterminowo płacone kredyty i pożyczki) oraz branży telekomunikacyjnej (nieopłacone należności za świadczone usługi telekomunikacyjne). Wierzytelności nabywane były głównie za środki finansowe pozyskane przez spółkę z emisji obligacji i wniesione do funduszu poprzez objęcie kolejnych emisji certyfikatów inwestycyjnych.
Część środków z emisji powyższych obligacji została pozyskana przez spółkę w drodze oferty publicznej. 9 marca 2017 r. z upoważnienia KNF zatwierdzono prospekt emisyjny w związku z ofertą publiczną oraz zamiarem ubiegania się o dopuszczenie do obrotu na rynku regulowanym obligacji GetBack SA, emitowanych w ramach Programu Emisji Obligacji o łącznej wartości nominalnej do 300 mln zł. Prospekt emisyjny zawierał sprawozdania finansowe za lata 2015–2016 zbadane przez biegłego rewidenta. Na podstawie tego prospektu spółka przeprowadziła 6 ofert publicznych obligacji na łączną kwotę 256 mln zł. Obligacje wyemitowane na podstawie powyższego prospektu zostały wprowadzone do obrotu na rynku regulowanym prowadzonym przez Giełdę Papierów Wartościowych w Warszawie SA. Spółka część obligacji wyemitowanych poza ofertą publiczną wprowadziła do alternatywnych systemów obrotu prowadzonych przez Giełdę Papierów Wartościowych w Warszawie SA oraz BondSpot SA. Łącznie na rynku Catalyst notowanych było 27 serii obligacji wyemitowanych przez spółkę o sumarycznej wartości nominalnej 519 083 900 zł.
Spółka jako jeden z nielicznych emitentów z rynku Catalyst wystąpiła o rating kredytowy. W styczniu 2017 r. polska agencja ratingowa Eurorating nadała jej długoterminowy rating BB, a w marcu 2017 r. agencja S&P Global Ratings krótko- i długoterminowy rating B. W styczniu 2018 r. GetBack S.A. otrzymała długoterminowy rating na poziomie B+ od agencji ratingowej Fitch Ratings. Były to ratingi na poziomie nieinwestycyjnym (umiarkowanie niski rating kredytowy), ale oznaczały wystarczającą zdolność do wywiązywania się grupy z zobowiązań w stabilnych warunkach gospodarczych.
Na dzień 31 marca 2017 r. spółka obejmowała konsolidacją pełną 14 jednostek zależnych (w tym 5 funduszy inwestycyjnych zamkniętych) oraz posiadała udziały w 9 jednostkach stowarzyszonych (działających jako fundusze inwestycyjne zamknięte), które były wykazywane metodą praw własności. Dodatkowo, na dzień 31 marca 2017 r. spółka zarządzała portfelami inwestycyjnymi obejmującymi wierzytelności 6 funduszy inwestycyjnych zamkniętych, które nie były objęte konsolidacją pełną, ani nie były wykazywane przez spółkę jako jednostki stowarzyszone.
Na dzień 30 kwietnia 2017 r. grupa zatrudniała (w pełnym lub niepełnym wymiarze czasu pracy) łącznie 1256 pracowników w przeliczeniu na pełne etaty.
Według stanu na 31 grudnia 2017 r. spółka wykonywała czynności zarządzania portfelami inwestycyjnymi 32 sekurytyzacyjnych funduszy inwestycyjnych zamkniętych (reprezentowanych przez 7 TFI) o łącznej wartości aktywów wynoszącej 5,43 mld zł oraz łącznej wartości aktywów netto wynoszącej na ten dzień 3,25 mld zł. Z raportu okresowego za III kwartał 2017 r. w skład ww. grupy kapitałowej wchodziło 8 sekurytyzacyjnych funduszy inwestycyjnych, których jedynymi uczestnikami były podmioty wchodzące w skład tejże grupy. Wartość aktywów i aktywów netto zgromadzonych w tych funduszach wynosiła wg stanu na 30 września 2017 r., odpowiednio 2,20 mld zł oraz 1,38 mld zł.

### Model działalności
Model biznesowy GetBack SA cechował się wysoką agresywnością w zakresie pozyskiwania wierzytelności, jak i pozyskiwania
finansowania. Z raportu okresowego za III kwartał 2017 r. wynikało, że relacja całkowitych zobowiązań grupy kapitałowej spółki wobec jej aktywów wynosiła 0,81 (tj. 81% aktywów przedsiębiorstwa było sfinansowane długiem).
W latach 2014–2017 aktywa firmy wzrosły z 289,5 mln zł do 2312,7 mln zł, tj. ośmiokrotnie, zobowiązania ogółem z 223,9 mln zł do 2934,7 mln zł, tj. ponad trzynastokrotnie, w tym zobowiązania krótkoterminowe z 98,4 mln zł do 2280,4 mln zł, co było wzrostem ponad dwudziestotrzykrotnym. Chcąc uzyskać dominującą pozycję na rynku windykowanych wierzytelności, GetBack S.A. oferowała najwyższe ceny, tak aby nabywać pakiety wierzytelności w drodze przetargów.
Agresywny model działalności biznesowej spółki i jej grupy przejawiał się także w procesie pozyskiwania finansowania aktywów. Grupa kapitałowa GetBack S.A. emitowała obligacje korporacyjne zarówno w ramach emisji publicznych, jak i prywatnych. Wyemitowanych zostało 401 serii obligacji w ramach emisji prywatnych na kwotę nominalną 3560,1 mln zł, tj. 93,3% kwoty wszystkich emisji oraz sześć serii obligacji emisji publicznych na kwotę nominalną 256,4 mln zł.
Zobowiązania GetBack S.A. z tytułu emisji dłużnych papierów wartościowych w okresie od końca 2014 r. do połowy 2017 r. wzrosły ponad dziesięciokrotnie.
Agresywna polityka biznesowa spółki oraz nieprawidłowości w działaniu GetBack S.A. doprowadziły do wystąpienia problemów z rentownością działalności operacyjnej spółki, a także z jej zdolnością do obsługi zobowiązań.

## Historia
Spółka GetBack SA została zarejestrowana w KRS w dniu 14 marca 2012 r. W dniu 24 września 2012 spółka uzyskała zezwolenie KNF na zarządzanie wierzytelnościami funduszy sekurytyzacyjnych. W maju 2013 r. została założona Kancelaria Prawna Getback. W marcu 2014 r. grupa (za pośrednictwem Getback Recovery S.R.L.) rozpoczęła działalność na rynku rumuńskim.
Przed dniem 15 czerwca 2016 r. należała do Grupy Getin Holding SA. W dniu 15 czerwca 2016 r. 20 tys. akcji spółki, stanowiących wówczas 100% kapitału zakładowego, zostało nabytych za kwotę 825 mln zł przez spółkę Emest Investments sp. z o.o. z siedzibą w Warszawie (od lipca 2016 r. DNLD sp. z o.o.). Była to spółka celowa, założona przez konsorcjum funduszy private equity, z czego fundusze zarządzane przez Abris Capital Partners posiadały na dzień zatwierdzenia prospektu emisyjnego obligacji (9 marca 2017 r.) łącznie 50,58% udziałów.
W czerwcu 2017 r. dokonano transgranicznego połączenia spółki DNLD Sp. z o.o. ze spółką DNLD Holdings B.V. z siedzibą w Amsterdamie, skutkiem czego spółka DNLD Holdings B.V. stała się właścicielem 80 mln akcji GetBack SA, stanowiących 100% jej kapitału zakładowego. Na dzień 19 kwietnia 2018 r., spółka DNLD S.a.r.l. (następca prawny DNLD Holdings B.V.) posiadała 60 070 558
akcji GetBack SA stanowiących 60,07% ogólnej ich liczby i głosów.
W lipcu 2017 r. dokonano pierwszej oferty publicznej 40 mln akcji spółki, w ramach której spółka wyemitowała 20 mln akcji serii E, a dotychczasowy akcjonariusz (DNLD Holdings B.V.) dokonał sprzedaży 20 mln akcji spółki. Łączna wartość pierwszej oferty publicznej wyniosła 740 mln zł. W jej ramach inwestorzy instytucjonalni nabyli 37 mln akcji, a indywidualni 3 mln akcji spółki. Oferta ta odbyła się na podstawie prospektu emisyjnego, zatwierdzonego z upoważnienia KNF w dniu 16 czerwca 2017 r. Na podstawie tego samego prospektu emisyjnego wszystkie akcje spółki zostały dopuszczone i wprowadzone do obrotu na rynku regulowanym prowadzonym przez Giełdę Papierów Wartościowych w Warszawie SA. Pierwsze notowanie odbyło się w dniu 17 lipca 2017 r., a kapitalizacja spółki w dniu debiutu wyniosła ok. 1,85 mld zł.
W dniu 19 grudnia 2017 r. do Urzędu Komisji Nadzoru Finansowego wpłynęło zawiadomienie od anonimowego sygnalisty, informujące o wysokim ryzyku działalności spółki, jej strukturze finansowania oraz prawdopodobnych przyszłych problemach z płynnością z tego wynikających. Sygnalista wskazywał, że działalność spółki nosząca znamiona piramidy finansowej, może negatywnie wpłynąć na funkcjonowanie rynku finansowego w Polsce.
W kwietniu 2018 r. GPW, na wniosek KNF, zawiesiła obrót akcjami GetBack. Stało się to po tym, gdy 16 kwietnia rano spółka podała, że prowadzi negocjacje z PKO BP oraz Polskim Funduszem Rozwoju ws. finansowania o charakterze mieszanym kredytowo-inwestycyjnym w wysokości do 250 mln zł. Z komunikatu spółki wynikało, że informację uzgodniono „ze wszystkimi zaangażowanymi stronami”. PKO BP i PFR zdementowały informacje, że prowadzą takie rozmowy. To wywołało reakcję KNF. W efekcie rada nadzorcza GetBack odwołała ze skutkiem natychmiastowym Konrada K. ze stanowiska prezesa spółki.
26 czerwca 2018 w sprawie GetBack Centralne Biuro Antykorupcyjne zatrzymało dwie osoby – dyrektora firmy oraz prezesa Polskiego Domu Maklerskiego. Wcześniej CBA na lotnisku Okęcie po powrocie z Izraela zatrzymała prezesa GetBack Konrada K. Zatrzymano też współpracującego z nim Piotra B. Prokuratura wystąpiła dla nich o trzymiesięczny areszt, a sąd zaakceptował te wnioski. Grozi im do 10 lat pozbawienia wolności.
9 maja 2018 r. Sąd Rejonowy dla Wrocławia-Fabrycznej we Wrocławiu Wydział VIII Gospodarczy do spraw Upadłościowych i Restrukturyzacyjnych otworzył wobec GetBack S.A. przyspieszone postępowanie układowe w ramach procesu wszczęcia restrukturyzacji na podstawie ustawy Prawo restrukturyzacyjne.
Zgromadzenie wierzycieli GetBack w dniu 22 stycznia 2019 r. przegłosowało zawarcie układu, zgodnie z którym wierzytelności niezabezpieczone mają zostać spłacone tylko w części wynoszącej 1/4 ich wartości nominalnej, w 16 ratach rozłożonych na osiem lat. W dniu 6 czerwca 2019 r. Sąd zatwierdził powyższą propozycję układu.
Liczbę nabywców obligacji, którzy mogą nie odzyskać zainwestowanych środków, ocenia się na ponad 9 tys. osób. Poszkodowani są także nabywcy innych produktów finansowych opartych na akcjach lub obligacjach GetBack S.A., w tym certyfikatów funduszy inwestycyjnych. O prawa pokrzywdzonych ws. GetBack walczy m.in.: Porozumienie Obligatariuszy GetBack.
Według raportu Najwyższej Izby Kontroli, do czasu ujawnienia problemów płynnościowych GetBack S.A. w kwietniu 2018 r., instytucje państwowe nie zapewniły skutecznej ochrony nieprofesjonalnym uczestnikom rynku finansowego przed zagrożeniami wynikającymi z niezgodnej z prawem działalności GetBack S.A. oraz podmiotów oferujących i dystrybuujących jej papiery wartościowe. W tym czasie ich działania były nieadekwatne do istoty i skali rzeczywistych zagrożeń oraz nie w pełni rzetelne.
W szczególności Najwyższa Izba Kontroli oceniła negatywnie skuteczność realizacji nadzoru przez Komisję Nadzoru Finansowego. Urząd nie wykrył bowiem na odpowiednio wczesnym etapie nieprawidłowości w nadzorowanej działalności GetBack S.A., a także w procesie oferowania i sprzedaży papierów wartościowych spółki, chociaż posiadały kompetencje nadzorcze zarówno wobec GetBack S.A., funduszy sekurytyzacyjnych, których wierzytelnościami zarządzała spółka, towarzystw funduszy inwestycyjnych reprezentujących te fundusze, jak i innych niż GetBack S.A. podmiotów oferujących i sprzedających papiery wartościowe spółki.
W walce o odszkodowania z tytułu zakupu akcji GetBack wyrok wydał w marcu 2020 roku Sąd Okręgowy w Poznaniu. Poszkodowana kobieta pozwała Idea Bank oraz dawny Polski Dom Maklerski, którego pracownicy namówili ją do zakupu obligacji GetBack. Sąd uznał, że „umowa naruszała przepisy ustaw dot. papierów wartościowych oraz kodeksu cywilnego” oraz przyznał kobiecie odszkodowanie w wysokości sumy zainwestowanej w zakup akcji GetBack oraz odsetki.
Według szacunków rządowych z 2022 wskutek nabycia oferowanych przez oskarżonych obligacji Getback S.A. zostało poszkodowanych 136 osób na łączną kwotę prawie 17,7 mln zł. Stowarzyszenie Poszkodowanych Obligatariuszy GetBack szacuje, że straty poniesione w aferze GetBack przez niemal 10 000 obligatariuszy (w tym w większości osoby fizyczne) sięgają 2,5 mld zł.
W związku z nieprawidłowościami w nadzorze audytorskim nad GetBack SA ze strony spółki z grupy Deloitte Polska Agencja Nadzoru Audytowego zamierza skreślić tę spółkę z listy podmiotów audytorskich.
Spółka zmieniła nazwę z GetBack S.A. na Capitea S.A. 23 lipca 2021 roku.
Zgodnie z komunikatem Prokuratury Regionalnej w Warszawie w aferze pokrzywdzonych jest ponad 9200 osób fizycznych i prawnych, a wartość szkody oszacowano na około 3 mld zł. We wszystkich prowadzonych przez tę prokuraturę śledztwach związanych z działalnością GetBack S.A. przedstawiono zarzuty 131 osobom, a wobec 98 z nich skierowano akty oskarżenia (stan na grudzień 2024).

## Prezesi
- Konrad Kąkolewski – do 14 kwietnia 2018[22],
- Przemysław Dąbrowski – od maja 2018 – 10 kwietnia 2019[23]
- p.o. Magdalena Nawłoka – od 4 listopada 2019[24].
- Radosław Barczyński – od 8 kwietnia 2021[25]